# Juan Germán Roscio
Juan Germán Roscio Nieves (San Francisco de Tiznados, 27 maggio 1763 – Cúcuta, 10 marzo 1821) è stato un avvocato, giornalista e politico venezuelano di origini italiane.

## Biografia
Fu redattore de La Gazeta de Caracas e direttore del Correo del Orinoco, primo cancelliere e capo dell'esecutivo durante la prima repubblica del Venezuela, ispiratore e redattore dell'atto di proclamazione dell'indipendenza del 19 aprile 1810, dell'atto di indipendenza del 5 luglio 1811 (preceduto dalla fondazione della Sociedad Patriótica), del regolamento elettorale per l'elezione del primo Congresso, della prima costituzione. Fu inoltre Presidente del Congreso de Angostura del 1819 e vicepresidente della Gran Colombia